# Stampaggio a iniezione con reazione
Lo stampaggio termoplastico ad iniezione e reazione (o RIM, dall'acronimo inglese per Reaction Injection Moulding) è un processo produttivo nato in Europa negli anni '50 del XX secolo, usando composti poliuretanici per oggetti di grandi dimensioni, all'epoca destinati specialmente all'industria automobilistica.

## Processo
Il processo comporta l’utilizzo di due componenti liquidi miscelati prima d’essere iniettati nello stampo:
- la frazione detta ISO poiché contiene isocianati,
- la frazione detta POLI, contenente ossidrili (le molecole incorporano il gruppo OH)

Nello stampo (in alluminio) avviene la reazione esotermica di polimerizzazione, sino all’indurimento del materiale.
Il processo richiede un controllo accurato della temperatura, soprattutto dello stampo-reattore, poiché con essa cambiano:
- viscosità e densità dei due liquidi
- velocità di reazione nello stampo che raddoppia ogni 10 °C circa d’incremento di temperatura.

Le caratteristiche del prodotto a parità di componenti base cambiano profondamente in base al dosaggio.
Quando vengono introdotti nello stampo riempitori come fibre corte di rinforzo, il processo è chiamato RRIM (Reinforced Reaction Injection Moulding).

## Vantaggi
- Indicato anche nella produzione in piccola serie
- I materiali utilizzati permettono di realizzare prototipi e produrre articoli che siano
  - leggeri
  - meccanicamente funzionali
  - dimensioni medio-grandi cioè fino ad alcune centinaia di chilogrammi (dalle suole per calzature agli scafi per barche)
  - buona finitura superficiale, requisito importante ed inestimabile quando è richiesta la pittura o il rivestimento.
- Grande disponibilità di formulazioni, i cosiddetti “sistemi reattivi”
- Investimenti minori rispetto allo stampaggio per iniezione (stampo d’alluminio);
- Ridotto uso di distaccanti nello stampo essendo il processo a temperatura controllata
- Rendimento più alto rispetto al semplice stampaggio per iniezione grazie al minore assorbimento energetico, derivante da
  - a)	pressioni alquanto inferiori a quelle utilizzate nello stampaggio ad iniezione
  - b)	ciclo di produzione relativamente corto non occorrendo le fasi intermedie richieste dallo stampaggio di altri polimeri (ad esempio, per la produzione del Nylon 6.6 abbiamo polimerizzazione, pellettizzazione e infine stampaggio per iniezione).